# الجروبة (الوضيع)

تعديل مصدري - تعديل

الجروبه هي إحدى قرى عزلة  الوضيع بمديرية الوضيع التابعة لمحافظة أبين، بلغ تعداد سكانها 146 نسمة حسب تعداد اليمن لعام 2004.